# Oratorio dei Filippini
El Oratorio dei Filippini es un oratorio construido por Francesco Borromini entre 1637 y 1667 en Roma, Italia.

## Construcción
Entre 1637 y 1640 los hermanos de la Congregación de san Felipe Neri escogieron a Borromini como arquitecto del nuevo Oratorio que se construiría al lado de la iglesia de la orden, Santa Maria in Vallicella, también llamada Chiesa Nuova (Iglesia Nueva).
Menos cercanos, conceptualmente, a la tradición arquitectónica cortesana, los filipinos vieron en Borromini el artista que necesitaban, comprometido con la profesión, que la ejercía con gran disciplina.
Borromini diseñó la distribución de varias estancias, un oratorio, una sacristía y una biblioteca, sobre la base de los criterios de funcionalidad y coherencia formal ya experimentados: según Paolo Portoghesi, se muestra «un tono majestuoso en los espacios colectivos, modesto y acogedor el de las estancias destinadas a residencia privada.»
Borromini situó la sacristía entre un patio y un jardín, creando una sucesión de espacios principales rodeados por dos largos pasillos.
El propio artista definió el oratorio como «un cuerpo humano con los brazos abiertos, como si abrazara a cada uno que entra.»

## Edificio

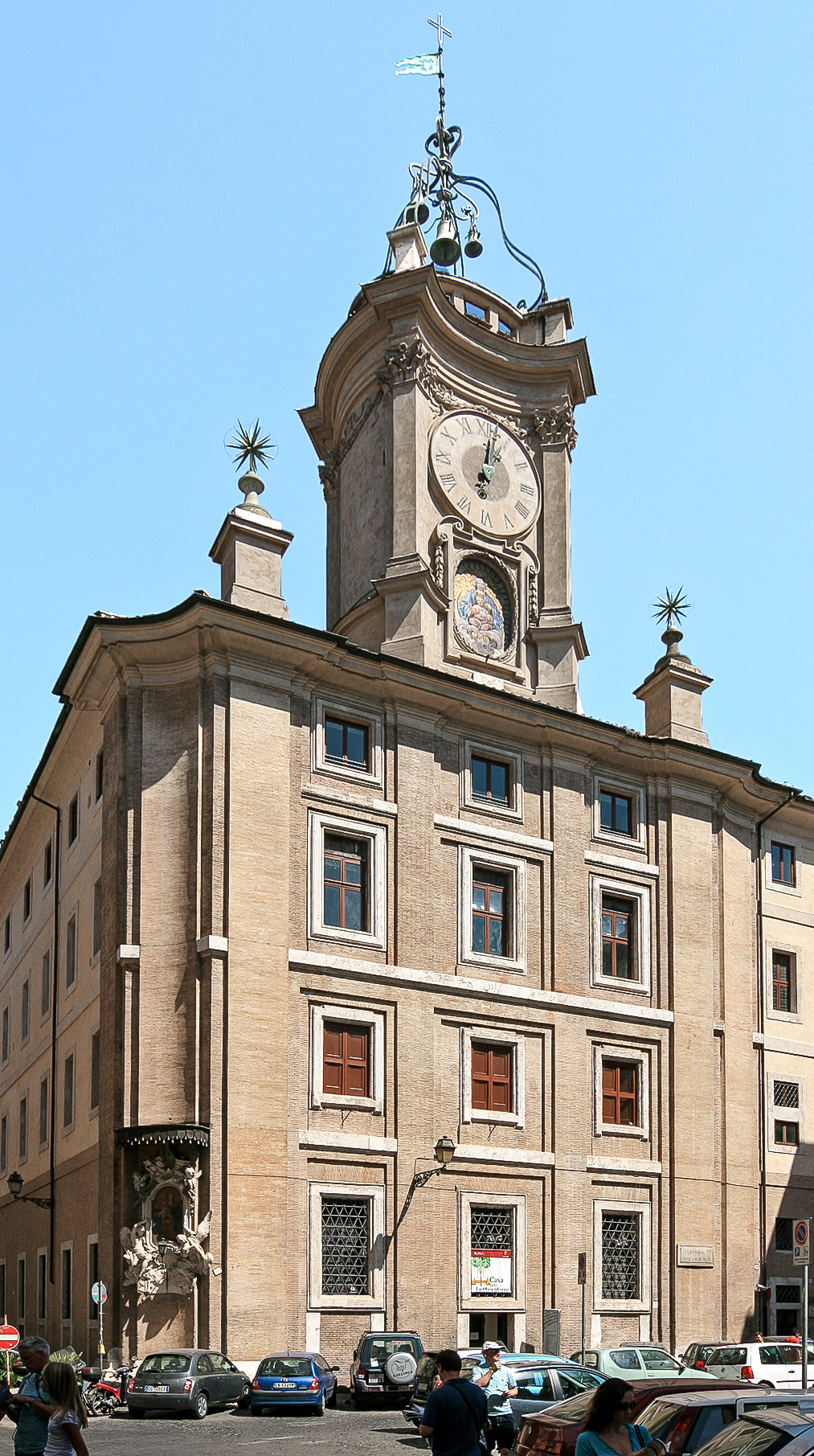
La torre del reloj.

El oratorio, de estilo barroco, tiene una disposición biaxial, determinada por el altar en el eje longitudinal y la entrada en el eje transversal.
La fachada presenta las novedades del estilo austero y riguroso técnicamente de Borromini.
El cuerpo principal está subdividido en cinco sectores por lesenas dispuestas en una planta cóncava; es vivaz el juego dialéctico entre la parte central del primer orden, curva hacia el exterior, y la profundidad del nicho con falsos casetones del orden superior. El tímpano, realizado por primera vez con una forma mixtilínea, genera un movimiento curvilíneo y angular.
Construida de ladrillos por petición de la congregación, la fachada permitió a Borromini, particularmente propenso al uso de materiales simples, como el estuco y el yeso, realizar su revalorización integral de esta técnica con un revestimiento de ladrillos sobre la albañilería mixta, el posterior pulido de los ladrillos y el estucado de las juntas.
Borromini buscó también efectos de policromía mediante el uso de ladrillos y texturas distintas, reduciendo los valores de profundidad de los claroscuros, pero aumentando la expresividad de todo el edificio. La zona central de la fachada y sus lesenas son de ladrillos delgados, con juntas finísimas (2–3 mm) y de color amarillo paja, que resaltan respecto al resto de la fachada, de ladrillos normales de color rosado, con juntas de aproximadamente un 1 cm, divididas por lesenas construidas también de ladrillo con recuadros en imitación del almohadillado. En las esquinas dispuso lesenas gigantes de ladrillos finos, de manera que anularan el ángulo, sustituido por un pequeño muro cóncavo. Con un virtuosismo procedente de la gran competencia técnica de Borromini y la práctica de la obra, el ladrillo, cuidadosamente lijado en la obra mediante la técnica del arenado, se convierte en un material moldeable, como resulta evidente en los detalles constructivos de las cornisas y las aperturas.

## Historia
En 1600 se construyó aquí el que es considerado uno de los primeros ejemplos de la forma musical del oratorio, la Rappresentatione di anima et corpo de Emilio de' Cavalieri.
El edificio fue requisado por el Estado en 1870, y durante treinta años fue sede de juzgados. Desde 1922 es sede del Archivio Storico Capitolino, y desde los años treinta también del Istituto Storico Italiano per il Medio Evo. Desde el 2000 es sede de la Casa delle Letterature, primera Casa del sistema cultural de la ciudad de Roma. Allí se encuentra también el Teatro dell'Orologio, en la Via dei Filippini.